# 薩斯索羅女子足球體育會
薩斯索羅足球體育會（US Sassuolo Calcio）通常簡稱薩斯索羅或薩斯索羅女足，是一家意大利女子足球球會，位於薩索羅。

## 歷史
球會前身是雷焦安納女子業餘體育會，在2016年取得牌照後開始使用薩斯索羅的會徽和名稱作賽。

## 球會顏色
薩斯索羅女足採用黑色和綠色作為他們主場球衣的主色。 在2016年至2019年期間，球隊曾使用天藍色。

## 外部連結
- 官方网站